# Jeremías (profeta)
Jeremías (יִרְמְיָהוּ) (Anatot, Judea; c. 650 a. C.-Daphnae, Egipto 586 a. C.) fue un profeta hebreo, hijo del sacerdote Hilcías. Jeremías vivió entre el 626-586 a. C. en Judá, Jerusalén, Babilonia y Egipto.
Fue coetáneo de Ezequiel y anterior a Daniel.

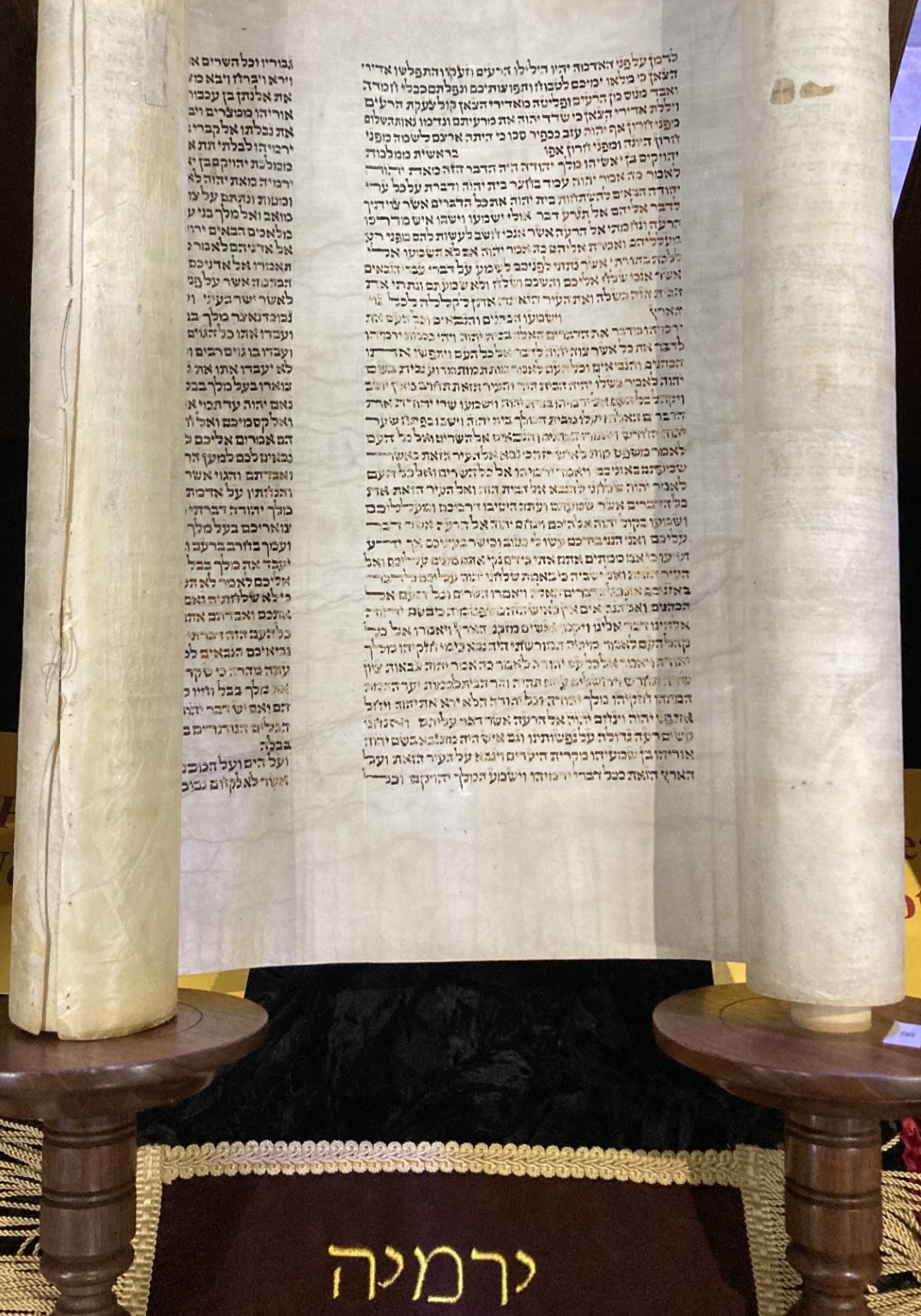
Rollo del profeta Jeremías

## Biografía
Es autor del volumen de la Biblia conocido como el Libro de Jeremías. Se le atribuye a él la autoría de los libros de los Reyes y del Libro de las Lamentaciones. La labor de Jeremías el profeta fue llamar al arrepentimiento al reino de Judá y, principalmente, a los reyes Josías, Joacim (también llamado Joaquim), Joaquín y Sedecías (también llamado Sedequías), debido al castigo impuesto por Yahveh de que serían conquistados por los caldeos si no volvían su corazón hacia Dios.
Su vida, como profeta, se caracterizó por soportar con una inquebrantable entereza los múltiples apremios y acusaciones que sufrió a manos de estos reyes y de los principales de Israel, desde azotes hasta ser abandonado en estanques o arrojado a las mazmorras. 
La mayoría de sus profecías fueron escritas en rollos por el escriba Baruc, hijo de Nerías quien le acompañó en una buena parte de su misión.
Con sus profecías sobre la invasión de los "pueblos del norte" (Babilonia) desafió la política y el paganismo de los reyes de Judea, Joaquim y Sedecías y anunció el castigo de Yahvéh por la violencia y corrupción social, que rompían la alianza con Dios: Hablan de paz, pero no hay paz, escribió.
Según Jeremías, la primera versión de su libro profético fue destruida a fuego por el rey Joaquim, bajo cuyo gobierno el profeta vivió en continuo peligro de muerte. La persecución contra Jeremías se acrecentó bajo el mandato de  Sedecías. Este, a pesar de reconocerlo como portador de la palabra de Dios, lo trató con crueldad y lo acusó de espía de los babilonios, consecuencia de proclamar que Judá sería destruida si no se arrepentía de sus pecados y de no retomar la alianza con Yavhé. Jeremías llegó a lamentarse por su destino, pero finalmente decidió continuar su misión profética.
Jeremías llamó a liberar a los esclavos como muestra de conversión. En principio, su llamamiento fue acatado, aunque luego los amos volvieron a privar de la libertad a los que habían sido liberados. Esta actitud fue considerada por el profeta como el sello del destino que sobrevendría al reino Judá, de Sedequías y de Jerusalén. El anuncio de la derrota de Judea fue acompañado, además, por la profecía sobre la futura destrucción de Babilonia, y la instauración de la Nueva Alianza.
En el año 587 a. C. Nabucodonosor derrotó a los judíos, llevó cautivos a los notables, esclavizó a miles de personas, ejecutó a los hijos del rey en su presencia y luego le arrancó los ojos y lo llevó cautivo a Babilonia.  En esa incursión, los babilonios destruyeron el Templo de Jerusalén. Únicamente los pobres fueron respetados y Jeremías se retiró a Mizpah y luego a Egipto. Nabucodonosor, además, protegió a Jeremías sacándolo de la prisión de Ramá (Belén) donde estaba encadenado junto a los principales cautivos de Jerusalén y Judá para que viviera entre los caldeos; este hecho lo llevó a ser tratado como un traidor y espía de los babilonios. Muchos judíos huyeron a Egipto y fueron también parte de las profecías de Jeremías.